# Zamek Delitzsch
Zamek Delitzsch (niem. Schloss Delitzsch) – zabytkowy zamek w Delitzsch (Saksonia).
Słowiańscy Serbołużyczanie w IX w. stawiają zamek na miejscu obecnego ogrodu. W 1390 margrabia miśnieński Wilhelm I Jednooki (1343-1407) nakazał budowę zamku. W 1657 książę Chrystian I (1615-1691) wybiera Delitzsch na swoją rezydencję. W latach 1689-1696 obiekt zostaje rozbudowany. W 1692 Chrystiana (1634–1701) z Szlezwika-Holsztynu-Sonderburga-Glücksburga, żona Chrystian I, wprowadza się do zamku jako wdowa. Następnie budynek był wykorzystywany jako więzienie dla kobiet (1860).

## Galeria

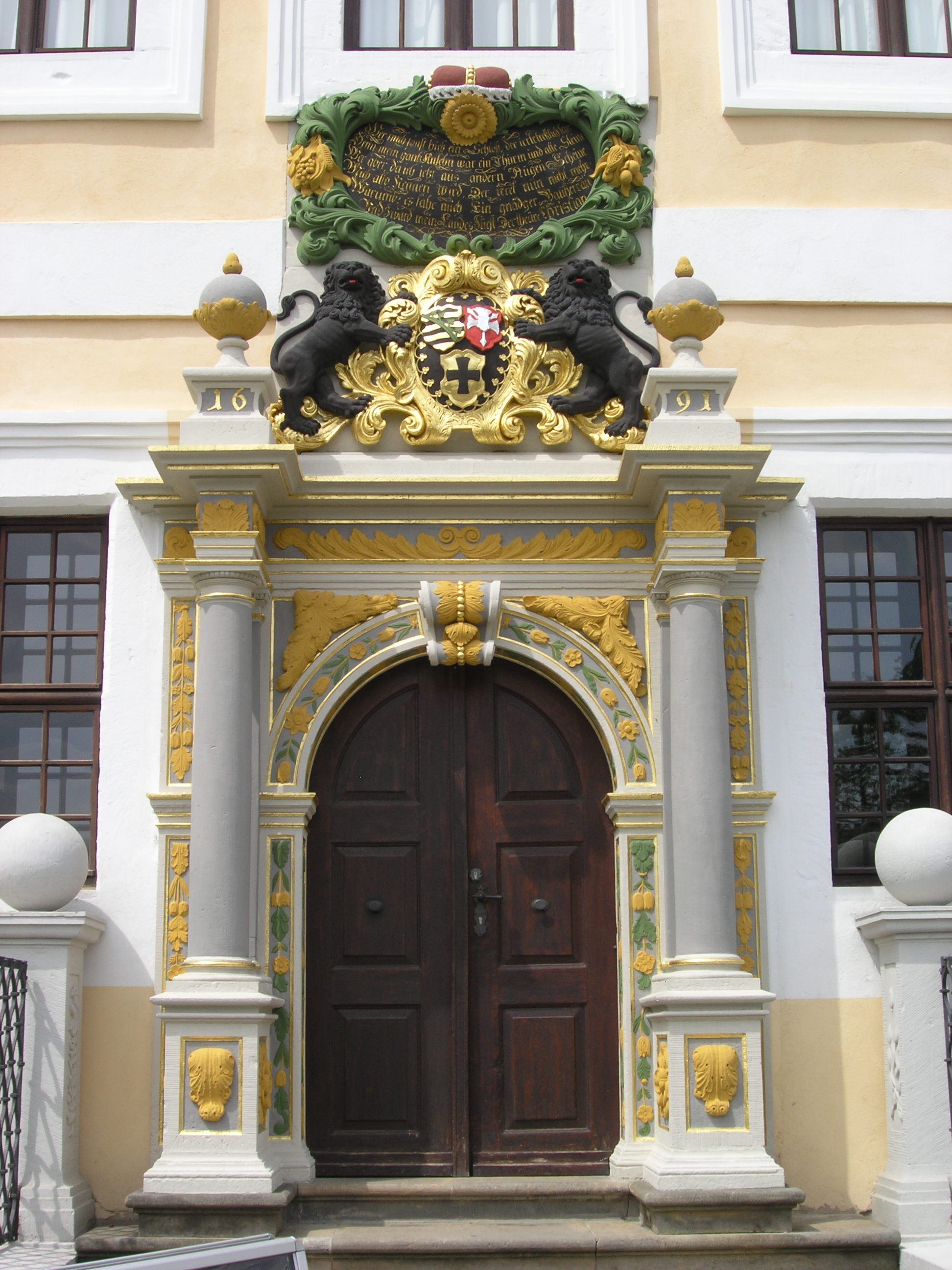
Portal z herbami i rokiem 1691
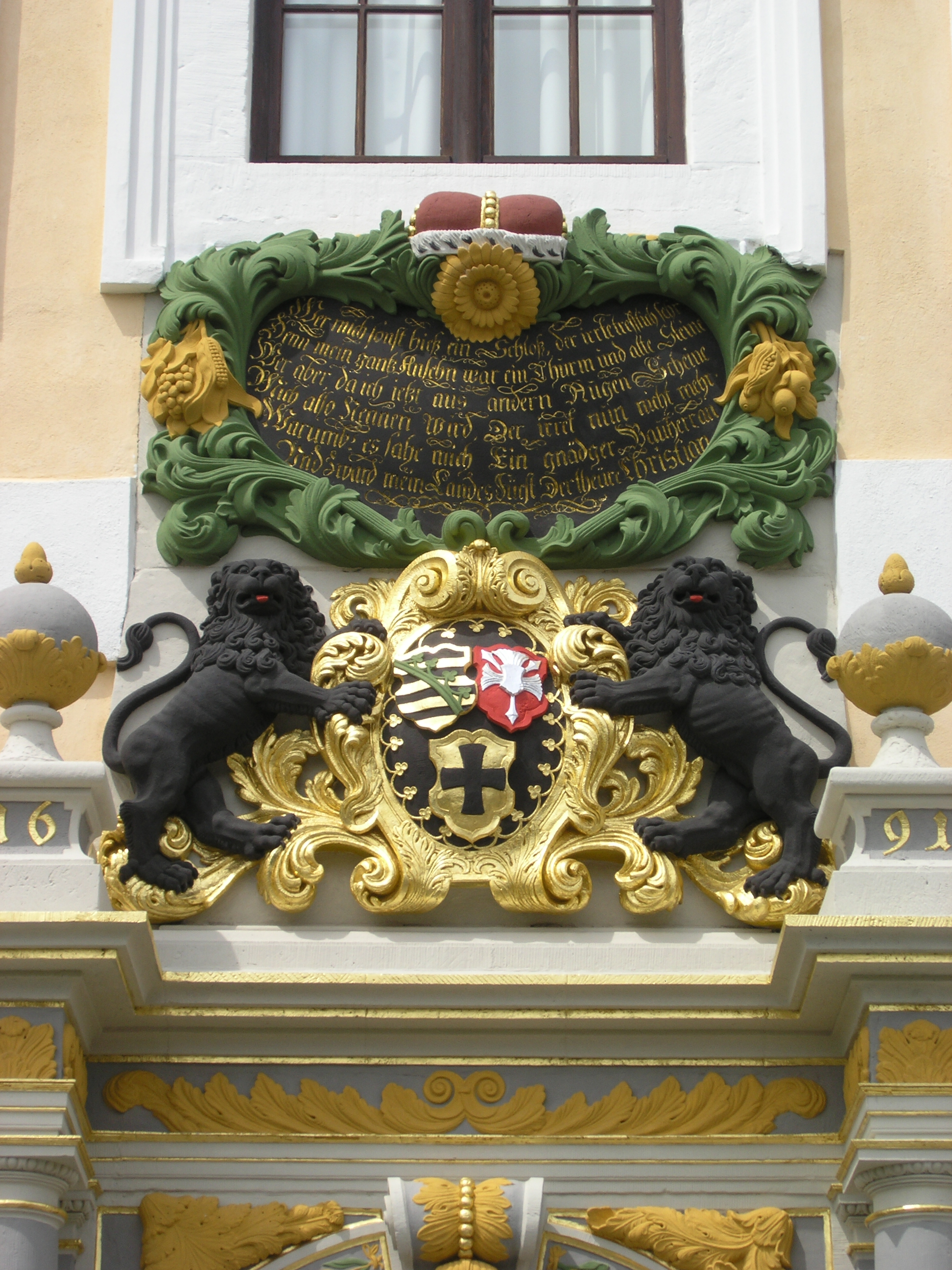
Herby Saksonii, Holsztynu
Herb Saksonii
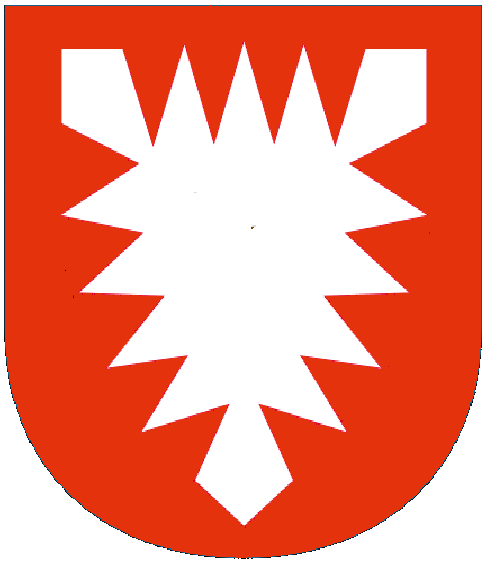
Herb Holsztynu